# Aserbajdsjans håndboldlandshold (damer)
Aserbajdsjans håndboldlandshold for kvinder er det kvindelige landshold i håndbold for Aserbajdsjan. Det repræsenterer landet i internationale håndboldturneringer. De reguleres af Aserbajdsjans håndboldforbund. De har aldrig deltaget i VM og EM.